# Шаманское лечение
Шама́нское лече́ние (синоним Шаманское исцеление)
В шаманизме — процесс излечения больного. Данный термин описывает широкий спектр приемов, встречающихся в различных шаманских традициях. Современные исследователи шаманизма отмечают внутреннюю идентичность приемов в разных концах мира с точки зрения описания переживаний шамана, при большом разнообразии форм их проявления
Шаманское лечение — традиционная функция шамана, наряду с проводами душ умерших, защитой от злых духов и помощи в трудных родах.

## Описание процесса
В шаманских традициях физическое тело и физическое здоровье рассматриваются как следствие здоровья духовного. Заболевание тела в шаманизме определяется как болезнь духа, снизошедшая на уровень физического тела. В этой концепции телесные заболевания лечатся через воздействие на Дух.
Исследователями шаманизма  выделяются основные причины болезни:
- Потеря пациентом «Духа» (энергии) важного для поддержания здоровья (Потеря души). Часто происходит как следствие травматического события, в результате которого часть «Духа» покидает пациента, чтобы сохранить его целостность. Процесс, напоминающий вытеснение, один из защитных механизмов психики.
- Приобретение пациентом «Духа» (энергии) разрушающего его здоровье. Часто происходит после потери пациентом части «Духа». В освободившееся духовное пространство подселяется «посторонний» дух, в большинстве случаев являющийся причиной заболевания.

Адепты, практикующие шаманизм (как в традиционном, так и в современном подходе) начинают работу с диагностики:
- обращаясь за помощью к духам, с которыми у них установлен контакт;
- используя предсказание на предметах;
- используя прямое ви́дение причин болезни.[2]

По результатам диагностики определяется техника, которая будет применяться для исцеления. Рассматриваются
- Экстракция (в случае наличия нежелательного Духа). Процесс извлечения (высасывания) шаманом из духовного тела пациента негативной энергии.
- Изгнание Духа. Процесс, в котором шаман взаимодействует с нежелательным Духом, проводя переговоры, либо используя специальные шаманские инструменты (например погремушки) или растения (например мапачо).
- Возвращение Души. В случае потери пациентом Духа шаман производит поиск и возвращение души пациенту. Часто возвращение души предваряет возвращение «Духа хранителя» для восстановления духовной силы пациента

После возвращения Духа пациенту, он, как правило, начинает испытывать эмоции, подавлявшиеся в ситуации, явившейся причиной болезни. Если данный опыт интериоризируется, выздоровление становится стабильным.